# Josef Vintr
Josef Vintr (* 24. August 1938 in Senetářov) ist ein österreichischer Slawist, Bohemist und Philologe.

## Leben
Nach der Reifeprüfung am Gymnasium in Blansko studierte er von 1956 bis 1961 Klassische Philologie und Bohemistik an der Philosophischen Fakultät der Brünner Universität, die er als promovierter Philologe abschloss. Von 1961 bis 1963 wirkte er als Mittelschullehrer in Bruntál, bevor er bis 1968 wissenschaftlicher Assistent am Institut für tschechische Sprache der Tschechoslowakischen Akademie der Wissenschaften (ČSAV). Während dieser Zeit erwarb er das Doktorat der Philosophie (1967).
1968 rief ihn der bedeutende tschechisch-österreichische Slawist František Václav Mareš als Vertragsassistent an die Wiener Slawistik. 1974 nostrifizierte Vintr sein Doktorat an der Universität Wien, 1976 wurde ihm die österreichische Staatsbürgerschaft verliehen, und so wurde er beamteter Universitätsassistent. 1977 folgte die Habilitation für Slawische Philologie mit besonderer Berücksichtigung der Bohemistik und Sorabistik.
1980 rückte Vintr zum außerordentlichen Universitätsprofessor für Bohemistik und Sorabistik auf, war von 1986 bis 1992 Vorstand des Instituts für Slawistik der Universität Wien, wurde 1998 in die Stellung eines Universitätsprofessors gehoben und 2003 pensioniert.

## Forschungsschwerpunkte
Zu seinen wissenschaftlichen Hauptinteressen zählen die Entwicklung der westslawischen Sprachen, insbesondere des Tschechischen, was die historische Lautlehre angeht, die (historische) Stilistik des Tschechischen sowie die Geschichte der Bohemistik und Slawistik in Österreich. Er gilt als anerkannter Experte für das Alttschechische, des Weiteren für tschechische Handschriften und alte Drucke in österreichischen Bibliotheken, tschechische Bibelübersetzungen, ältere tschechische Grammatiken sowie alttschechische und barocke tschechische Literatur.

## Schriften (Auswahl)